# Bombastus-Werke

Erstes eingetragenes Logo von 1904

Die Bombastus-Werke AG ist eine Aktiengesellschaft mit Sitz in der sächsischen Großen Kreisstadt Freital im Landkreis Sächsische Schweiz-Osterzgebirge, die Arznei-, Naturheil- und Lebensmittel sowie Kosmetika herstellt. Bekannt ist das Unternehmen vor allem durch die Verarbeitung der Salbeipflanze.

## Geschichte
Der Name ist an den Arzt Theophrastus Bombast von Hohenheim (genannt Paracelsus) angelehnt.
Die Bombastus-Werke wurden am 1. April 1904 von Emil Bergmann, Otto Braune und Max Däbritz als Kommanditgesellschaft gegründet. Die Eintragung ins Handelsregister erfolgte am 23. April. Der erste Unternehmenssitz befand sich in der Burgwartstraße in Potschappel. Dort wurden zuerst kosmetische Präparate zur Mund-, Haut- und Haarpflege hergestellt. Das von den Bombastus-Werken hergestellte Mundwasser erhielt noch im selben Jahr eine erste Auszeichnung in Bonn. Nach rascher Expansion zog das Unternehmen im Jahr 1906 auf das heutige Fabrikgelände in Zauckerode mit dem neu errichteten „Stammhaus“ der Bombastus-Werke. Zeitgleich erfolgte die Umstellung auf industrielle Produktion. Die Herstellung pharmazeutischer Präparate begann.
In den folgenden Jahren wuchs die Palette der angebotenen Produkte stetig an. Im Jahr 1922 stellten die Bombastus-Werke mehr als zehn verschiedene kosmetische und fast zwanzig pharmazeutische Erzeugnisse her. Um 1914 begann zudem der Anbau des Salbei auf Feldern nahe der Werksgebäude. Die Salbei-Anbaufläche wurde auf etwa 30 Hektar erweitert, Bombastus war nun der einzige Betrieb in Europa, der mehrjährigen Salbei anbaute.
Während des Ersten Weltkrieges musste sich Bombastus mit der Herstellung von Waschmittel über Wasser halten. Während der Inflation in den frühen 1920er Jahren waren Gehaltsverzichte von bis zu 50 Prozent nötig, um die Produktion zu retten. Nach Ende der Rezession besserte sich die Lage im Unternehmen wieder. Nach dem Zweiten Weltkrieg gab es durch den Mangel an Rohstoffen erneut starke Produktions- und Absatzschwierigkeiten bei den Bombastus-Werken. Ein Großteil der Produktpalette wurde gestrichen, weil bürokratische Hemmnisse die Zulassung in der DDR und den Export in die BRD erschwerten.
Der Export in die Bundesrepublik wurde nach 1948 von einigen Vertriebsfirmen übernommen. Im Mai 1972 wurden die Bombastus-Werke verstaatlicht und zunächst dem VEB Pharmazeutisches Werk Halle, später dem VEB Arzneimittelwerk Dresden angeschlossen. Die Zahl der angebotenen Produkte des Unternehmens steigerte sich im Laufe der Jahre wieder. Die Bombastus-Werke hatten 1989 70 Mitarbeiter.
Nach Wende und Wiedervereinigung kam es zur Privatisierung der Bombastus-Werke als GmbH am 1. Juli 1990. In den folgenden Jahrzehnten wurden etwa 18 Millionen Euro Investitionen in den Standort getätigt. Seit dem 22. August 2000 firmieren die Bombastus-Werke als Aktiengesellschaft. Das 100-jährige Gründungsjubiläum fand im Jahr 2004 statt. Seitdem eröffneten unter anderem ein Informationszentrum (2005) und eine neue Teetrockenhalle (2006). Von 2013 bis 2015 fand der Bau einer neuen Halle statt, welche als Lager und nach Bedarf auch für die Produktion genutzt werden kann.
Im Jahr 2003 erzielten die Bombastus-Werke einen Umsatz von etwa acht Millionen Euro, im Geschäftsjahr 2011 waren es etwa zwölf Millionen.

## Produkte

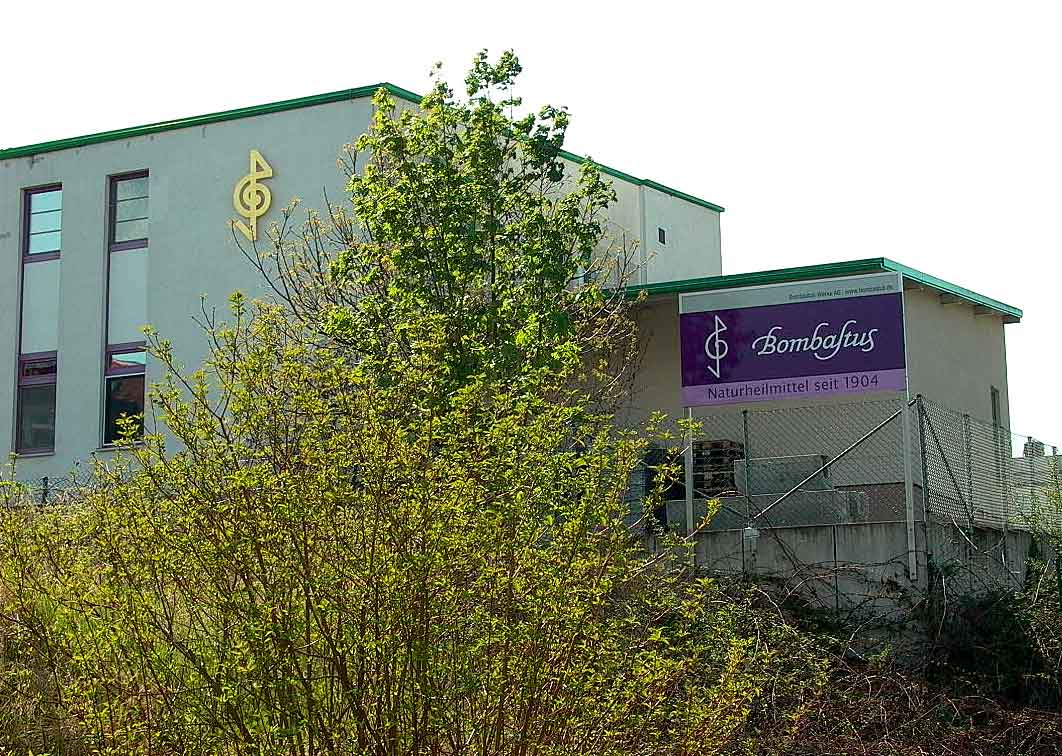
Bombastus Naturheilmittel

Die umsatzstärksten von 76 Teesorten sind Husten- und Bronchialtee, Kamillenblütentee, Himbeerblättertee und Salbeitee.
Bombastus ist der einzige Betrieb in Europa, der mehrjährigen Salbei anbaut und komplett, von der Wurzel bis zur Blüte, verarbeitet. Der Salbei wird von Feldern in Randlagen des Freitaler Stadtteils Wurgwitz auf einer Fläche von 43 Hektar gewonnen und hauptsächlich zu Tee verarbeitet. Weitere Salbeiprodukte von Bombastus sind Mundwasser, Salben, Tropfen und Zahncreme sowie alkoholische Getränke auf Grundlage der Salbeibestandteile.
Des Weiteren stellt Bombastus kosmetische Erzeugnisse, ätherische Öle, Nahrungsergänzungsmittel, Schüssler-Salze, Monotees, Teemischungen und Fertigarzneimittel her.